# Pele (deïtat)
|  | Per a altres significats, vegeu «Pele». |

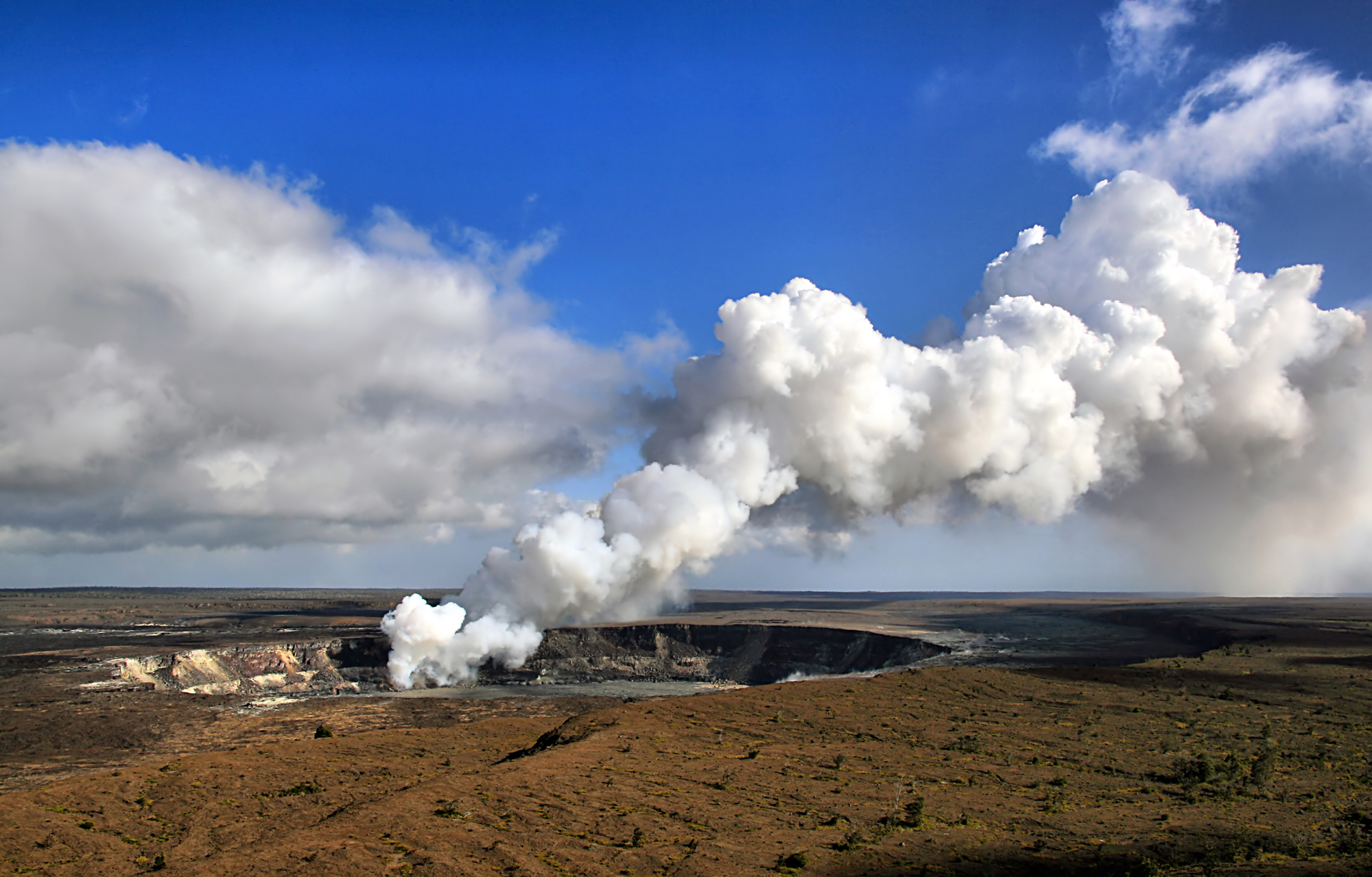
Vista del cràter Halemaʻumaʻu dins la caldera del Kīlauea, lloc on segons la mitologia vivia la deessa Pele.

Pele, Pelé o Pélé, en hawaïà Pele, pronunciat en alfabet fonètic internacional:ˈpɛlɛ, és la deessa hawaïana del foc, els llamps, de la dansa, dels volcans i de la violència. Segons la llegenda, Pele és originària de Tahití d'on va ser expulsada per estar en conflicte permanent amb la seva germana i també deessa de l'aigua Nāmaka. Es va refugiar a l'arxipèlag de Hawaii i va residir al Kīlauea des d'on on provocava erupcions volcàniques i terratrèmols. És una de les principals deesses de la mitologia hawaiana i objecte d'un important culte amb nombroses cançons, cerimònies i ofrenes.
Aquesta deessa dona nom a tres formacions volcàniques: els cabells i llàgrimes de Pele, un tipus de lava estirada pel vent en fins filaments i un tipus de vidre volcànic i també el Limu o Pele, un esclat d'una bombolla de lava.
Pele es representa sota la forma d'una dona jove amb els cabells llargs sense recollir, de vegades coronada amb una corona de flors A la mà té una Paʻoa, un bastó màgic, amb el qual desencadena les erupcions volcàniques.